# Parque nacional Monte Advertencia
El parque nacional Monte Advertencia (en inglés: Mount Warning National Park) es un parque nacional al norte de Nueva Gales del Sur (Australia), ubicado a 642 km al norte de Sídney cerca del límite con el estado de Queensland. El parque rodea el monte Advertencia, parte de los restos de una caldera de un volcán extinto mucho más grande. El parque es administrado por el Servicio Para la Vida Salvaje y los Parques Nacionales de Nueva Gales del Sur. También en el parque se encuentran tierras de significado tradicional para el pueblo Bundjalung.
El nombre aborigen de la montaña es "Wollumbin", que significa "esconde-nubes", o también "jefe que combate las montañas".
El nombre en inglés de la montaña se le debe a James Cook quien lo avistó en mayo de 1770 en su expedición con el Endeavour. El nombre debía indicar el peligro que representan los arrecifes en la zona desde donde se observa.
El parque fue reservado para recreación pública en 1928 y como parque nacional en 1966. En 1986 fue incluido dentro de la lista de sitios del Patrimonio de la Humanidad de la Unesco bajo la denominación conjunta Bosques húmedos Gondwana de Australia.